# 7223 Dolgorukij
A 7223 Dolgorukij (ideiglenes jelöléssel 1982 TF2) a Naprendszer kisbolygóövében található aszteroida. Ljudmila Vasziljevna Zsuravljova és Ljudmila Georgijevna Karacskina fedezte fel 1982. október 14-én.